# Représentation de 40 shillings
La représentation de quarante shillings, ou des forty-shilling freeholders, est une règle de suffrage censitaire employée dans les îles Britanniques. Elle donne la limite à partir de laquelle les personnes, généralement propriétaires terriens, ont le droit de vote aux élections.
En Angleterre, puis au Royaume-Uni, cette règle est en application entre 1430 et 1832. Elle reste en application après cette date jusqu’au milieu du XXe siècle avec une barrière censitaire plus élevée. Les Reform Acts vont petit à petit supprimer cette barrière financière pour donner le droit de vote à tous les citoyens.
En Irlande, la règle des forty shillings (soit £2) est remplacée en 1829 par une règle plus contraignante encore £10 par le Roman Catholic Relief Act 1829.